# 蛋糕簾蛤屬
蛋糕簾蛤屬（学名：Placamen）是雙殼綱簾蛤目簾蛤科的一種，主要分佈在台灣附近海域。

## 物種
根據《WoRMS》，本屬包括下列各物種：
- 奶油蛋糕簾蛤 Placamen chloroticum (Philippi, 1849)
- 伊萨伯雪蛤 Placamen isabellina (Philippi, 1849)：又譯伊莎貝蛋糕簾蛤；
- Placamen lamellatum (Röding, 1798)
- Placamen retroversum（荷兰语：Placamen retroversum） (Deshayes, 1853)

異名
- 美叶雪蛤 Placamen calophylla：又名木彫蛋糕簾蛤；
- 小蛋糕簾蛤 Placamen tiara